# Melody A.M.
Melody A.M. är den norska electronicagruppen Röyksopps debutalbum från 2001.

## Låtlista
1. "So Easy" - 3:59
2. "Eple" - 3:51
3. "Sparks" - 5:25
4. "In Space" - 3:29
5. "Poor Leno" - 3:57
6. "A Higher Place" - 4:31
7. "Röyksopp's Night Out" - 7:30
8. "Remind Me" - 3:39
9. "She's So" - 5:22
10. "40 Years Back/Come" - 4:40

## Bonus-CD (2 CD Limited Edition)
1. "Poor Leno" (Jakatta Radio Mix) – 3:35
2. "Poor Leno" (Silicone Soul's Hypno House Dub) – 8:11
3. "Remind Me" (Someone Else's Radio Remix) – 4:04

CD:n innehåller också följande musikvideor:
1. "Eple" (musikvideo)
2. "Poor Leno" (musikvideo)
3. "Remind Me" (musikvideo)

## Singlar
- "Eple" (2001)
- "Poor Leno" (2001)
- "Remind Me"/"So Easy" (2002)
- "Poor Leno" (re-entry) (2002)
- "Eple" (re-entry) (2003)
- "Sparks" (2003)